# 济汉高速动车组列车
济汉高速动车组列车是中国铁路运行于山东省省会济南市至湖北省省会武汉市的高速动车组列车，列车经由京沪高速铁路、合蚌客运专线和宁蓉铁路运行。现由济南局集团济南客运段负责客运任务。
目前济南到武汉每天开行1对高速动车组列车，其中济南东站开往汉口站使用G2666/2663次，汉口站开往济南西站使用G2664次。除此以外，往返济南与武汉的旅客可以选择其他旅客列车或于合肥站等地中转实现出行需求。

## 背景
2016年9月10日，配合徐兰客运专线郑徐段通车，大量济南/徐州等地经由京沪高速铁路、合蚌客运专线和宁蓉铁路前往武汉的车全数改线，不仅加长了运行时间、票价较以往贵，还影响徐州东站的作业能力。而济南局集团曾于该次调图开行过济南西站至红安西站的G1731/1732次列车，但因红安县知名度较低致使客流不理想最终改道。而尽管济南/徐州前往武汉的旅客列车基本经由徐兰客运专线运行，但合肥中转的客流仍居高不下。

## 历史
2021年6月25日，配合京沪高铁运行图重排，本次调图增开往返济南西站和汉口站的G2663/2664次高速动车组。
2023年10月11日，G2666/2663次列车调整至济南东站始发。

## 时刻表
- 以下数据截至2023年10月11日：

| 里程 | G2666/3次 | G2666/3次 | 停靠站 | G2664次 | G2664次 | 里程 |
| 里程 | 到点      | 开点      | 停靠站 | 到点    | 开点    | 里程 |
| ---- | --------- | --------- | ------ | ------- | ------- | ---- |
| 0    | —         | 08:33     | 济南东 |         |         |      |
| 44   | 08:29     | 08:33     | 济南西 | 21:39   | —       | 938  |
| 330  | 09:37     | 09:39     | 徐州东 | 20:31   | 20:36   | 652  |
| 486  | 10:15     | 10:18     | 蚌埠南 | 19:50   | 19:54   | 496  |
| 618  | 10:56     | 11:14     | 合肥   | 18:50   | 19:12   | 364  |
| —    | ↓         | ↓         | 六安   | 18:08   | 18:10   | 272  |
| 982  | 13:12     | —         | 汉口   | —       | 16:48   | 0    |

## 使用列车
G2666/2663、G2664次高速动车组列车使用配属济南局集团济南东动车所的CR400AF。